# Michał Woźniak (łyżwiarz figurowy)
Michał Woźniak (ur. 1 lipca 1999 w Katowicach) – polski łyżwiarz figurowy, startujący w parach sportowych z Juliją Szczetininą. Uczestnik mistrzostw świata i Europy, zwycięzca zawodów z cyklu Challenger Series oraz trzykrotny mistrz Polski (2023, 2024, 2025).
Do 2019 roku startował w konkurencji solistów. Za namową trenerki Iwony Mydlarz-Chruścińskiej zmienił konkurencję na pary sportowe i w sezonie 2021/2022 wraz z Anną Hernik walczył o kwalifikację olimpijską podczas zawodów Nebelhorn Trophy 2021. W 2023 roku jego nową partnerką sportową została rosyjsko-szwajcarska łyżwiarka Julija Szczetinina, z którą rozpoczął treningi w Katowicach i Berlinie. Para zadebiutowała na arenie międzynarodowej trzecim miejscem w zawodach Warsaw Cup 2023. W styczniu 2024 roku Szczetinina i Woźniak wystąpili na mistrzostwach Europy 2024, gdzie byli pierwszą parą sportową reprezentującą Polskę w tych zawodach po 11 latach przerwy. Zajęli 10. miejsce, co było najlepszą lokatą polskiej pary sportowej od 2009 roku.
Woźniak studiował prawo na Uniwersytecie Śląskim w Katowicach.

## Osiągnięcia

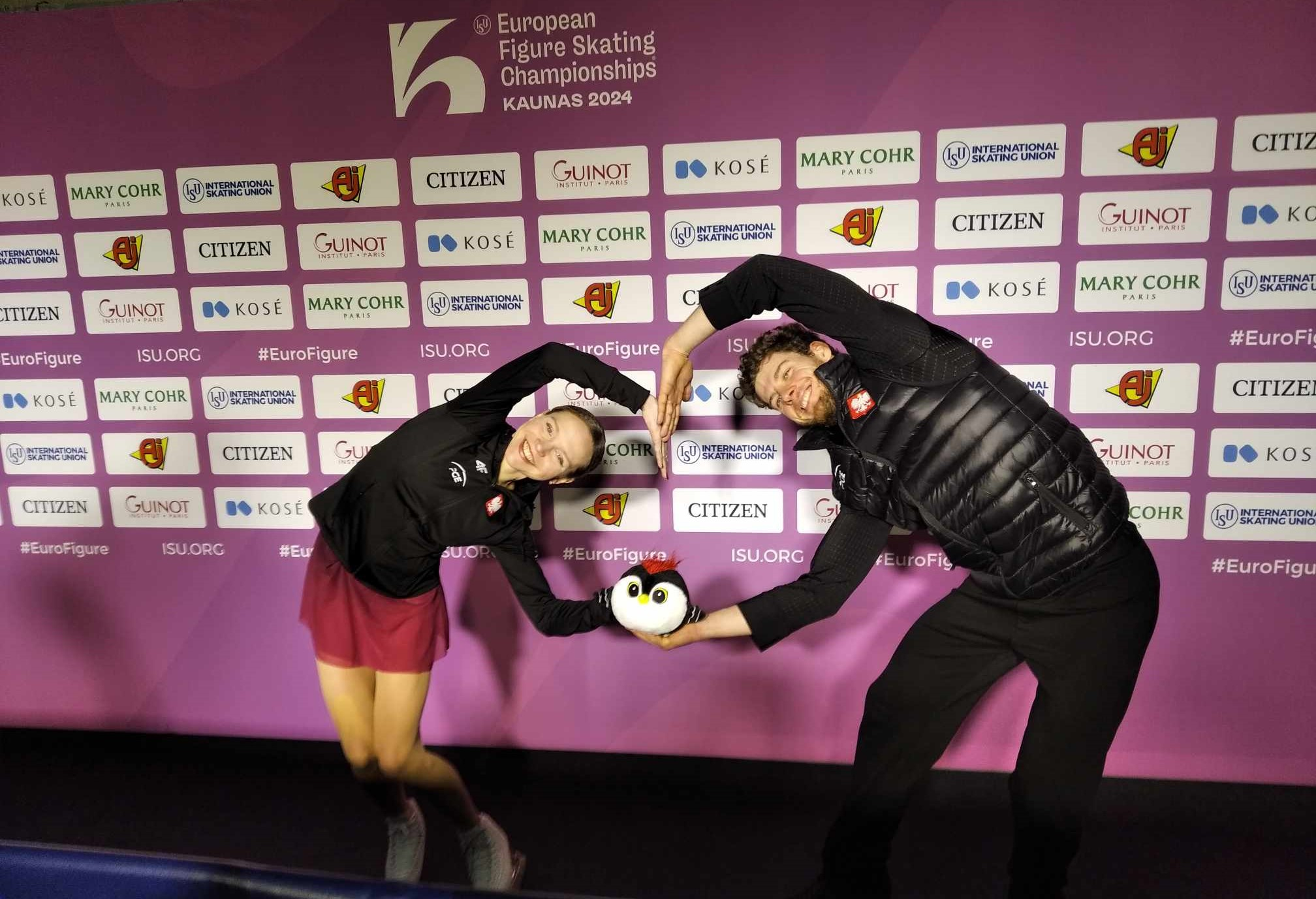
Julija Szczetinina i Michał Woźniak po programie dowolnym na mistrzostwach Europy 2024 w Kownie

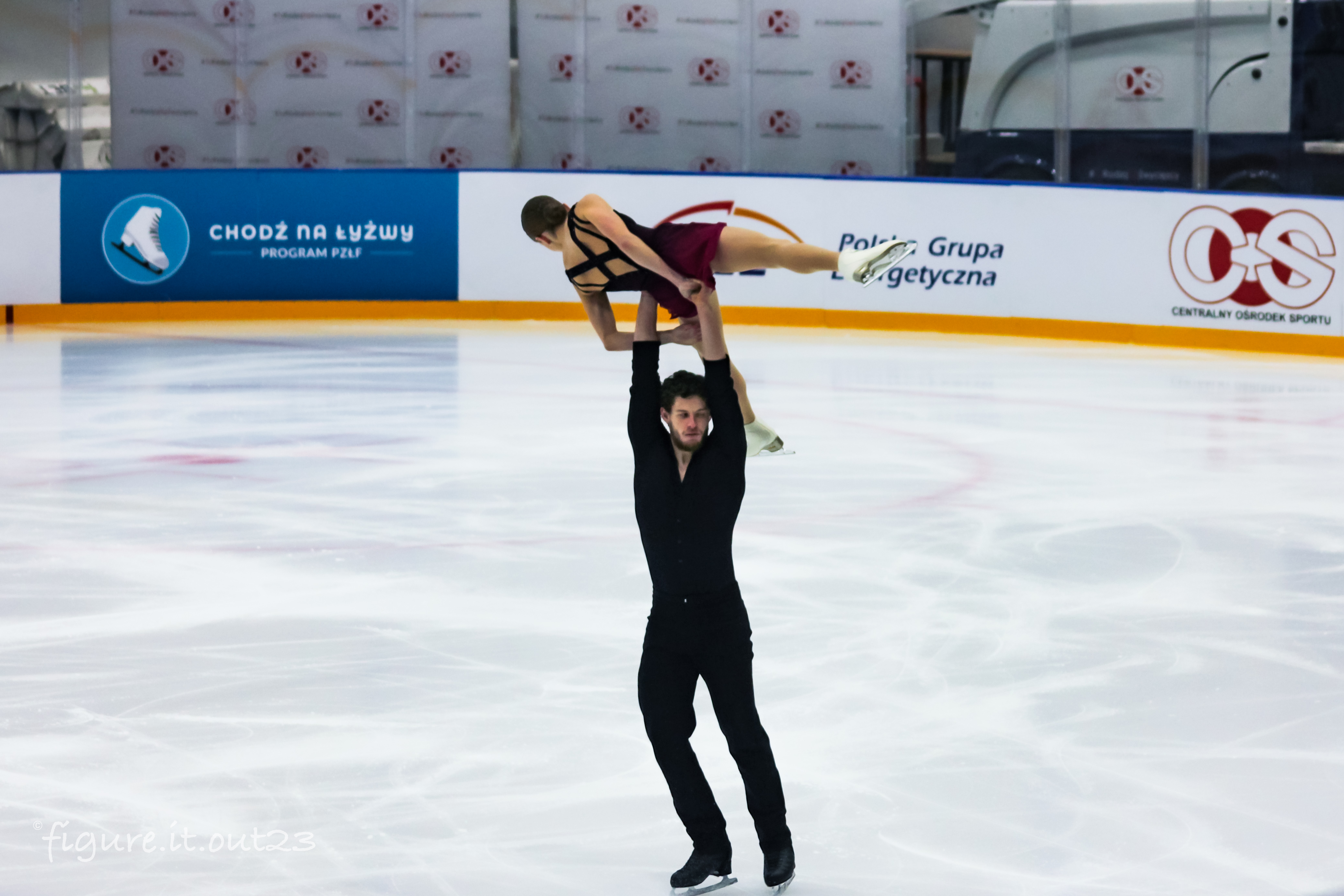
Warsaw Cup 2023

### Z Juliją Szczetininą
| Zawody                        | 23–24          | 24–25          |                |                |                |                |                |                |                |                |                |                |                |                |                |                |                |
| Międzynarodowe                | Międzynarodowe | Międzynarodowe | Międzynarodowe | Międzynarodowe | Międzynarodowe | Międzynarodowe | Międzynarodowe | Międzynarodowe | Międzynarodowe | Międzynarodowe | Międzynarodowe | Międzynarodowe | Międzynarodowe | Międzynarodowe | Międzynarodowe | Międzynarodowe | Międzynarodowe |
| ----------------------------- | -------------- | -------------- | -------------- | -------------- | -------------- | -------------- | -------------- | -------------- | -------------- | -------------- | -------------- | -------------- | -------------- | -------------- | -------------- | -------------- | -------------- |
| Mistrzostwa świata            | 19             | 14             |                |                |                |                |                |                |                |                |                |                |                |                |                |                |                |
| Mistrzostwa Europy            | 10             | 7              |                |                |                |                |                |                |                |                |                |                |                |                |                |                |                |
| GP Cup of China               |                | 4              |                |                |                |                |                |                |                |                |                |                |                |                |                |                |                |
| GP Skate Canada International |                | 6              |                |                |                |                |                |                |                |                |                |                |                |                |                |                |                |
| CS Golden Spin of Zagreb      | 4              | 1              |                |                |                |                |                |                |                |                |                |                |                |                |                |                |                |
| CS Nebelhorn Trophy           |                | 7              |                |                |                |                |                |                |                |                |                |                |                |                |                |                |                |
| Budapest Trophy               | 4              |                |                |                |                |                |                |                |                |                |                |                |                |                |                |                |                |
| Diamond Spin                  | 2              |                |                |                |                |                |                |                |                |                |                |                |                |                |                |                |                |
| Warsaw Cup                    | 3              |                |                |                |                |                |                |                |                |                |                |                |                |                |                |                |                |
| Krajowe                       |                |                |                |                |                |                |                |                |                |                |                |                |                |                |                |                |                |
| Mistrzostwa Polski            | 1              | 1              |                |                |                |                |                |                |                |                |                |                |                |                |                |                |                |

### Z Anną Hernik
| Zawody              | 21–22          |                |                |                |                |                |                |                |                |                |                |                |                |                |                |                |                |
| Międzynarodowe      | Międzynarodowe | Międzynarodowe | Międzynarodowe | Międzynarodowe | Międzynarodowe | Międzynarodowe | Międzynarodowe | Międzynarodowe | Międzynarodowe | Międzynarodowe | Międzynarodowe | Międzynarodowe | Międzynarodowe | Międzynarodowe | Międzynarodowe | Międzynarodowe | Międzynarodowe |
| ------------------- | -------------- | -------------- | -------------- | -------------- | -------------- | -------------- | -------------- | -------------- | -------------- | -------------- | -------------- | -------------- | -------------- | -------------- | -------------- | -------------- | -------------- |
| CS Nebelhorn Trophy | 16             |                |                |                |                |                |                |                |                |                |                |                |                |                |                |                |                |
| Krajowe             |                |                |                |                |                |                |                |                |                |                |                |                |                |                |                |                |                |
| Mistrzostwa Polski  | 1              |                |                |                |                |                |                |                |                |                |                |                |                |                |                |                |                |